# ヘルシーコレステ
ヘルシーコレステは、日清オイリオグループが製造・販売している食用油。ヘルシーリセッタとともに、厚生労働省より特定保健用食品の許可を受けている。

## 成分・効果
植物ステロールが胆汁酸のミセルに溶けてコレステロールの体内への吸収を阻害し、血中コレステロールを下げるとされている。
米油をベースに、菜種油や、植物胚芽に含まれるステロールを加えて作られる。

## 主な関連製品
- ヘルシーコレステ
- ヘルシーリセッタ
- リセッタ ドレッシングソース
- リセッタソフト（雪印乳業との共同開発のマーガリン）